# 미국 5달러 지폐
5달러 지폐는 미국의 통화이다.

## 같이 보기
- 미국 달러
- 미국 1달러 지폐
- 미국 2달러 지폐
- 미국 10달러 지폐